# Pierre Chessex (historien de l'art)
Pour les articles homonymes, voir Pierre Chessex et Chessex.
 (juin 2020).
Pierre (Alexis) Chessex, né en 1946 à Lausanne, est un historien de l'art et iconographe suisse. 

## Biographie
Après une licence en Lettres à l'Université de Lausanne avec un mémoire sur Gustave Courbet et la vie artistique en Suisse romande, il réalise en 1982, au château de La Tour-de-Peilz, la première exposition consacrée à l'exil du peintre Gustave Courbet en Suisse après sa participation à la Commune de Paris (1873-1877).
Il séjourne à Rome en 1973-1974 au bénéfice d'une bourse du gouvernement italien, puis devient assistant en histoire de l'art à l'Université de Lausanne. Il travaille sur la situation des arts à l'époque de la République helvétique et révèle l'intérêt de l'enquête sur les artistes du Ministre des arts Philippe-Albert Stapfer, travaux remarqués par le critique Bertil Galland en 1980. Membre de l'Institut suisse de Rome en 1981-82, il entreprend, grâce à une bourse du Fonds national suisse de la recherche scientifique, des recherches sur Abraham-Louis-Rodolphe Ducros (1748-1810), un peintre suisse qui travaille en Italie à l'époque des Lumières. Ses recherches se concrétisent par des participations à des colloques internationaux et des expositions qu'il organise avec le soutien de Pro Helvetia à Londres et Manchester en 1985-86, Lausanne en 1986 et Rome en 1987. Un choix de tableaux de Ducros sera également exposé au Centre culturel suisse de Paris en été 1986.
De 1985 à 1989, il est conservateur-adjoint au Musée historique de Lausanne, chargé des collections iconographiques et de la préparation des expositions, parmi lesquelles La Suisse et la Révolution française en 1989.
Il est nommé en 1990 rédacteur responsable de l'illustration auprès du Dictionnaire historique de la Suisse à Berne, chargé de publier 13 volumes de 850 pages dans les trois langues nationales, dont le dernier volume est paru en 2014 et qui, depuis 2018, est accessible en ligne.
Depuis sa retraite, il contribue à l'iconographie de divers ouvrages et poursuit ses recherches sur Gustave Courbet en exil (1873-1878), notamment par des notices dans des catalogues d'exposition.
De 1976 à 2006 il est actif en tant que membre du comité des Éditions d'en bas (Lausanne).
De 1991 à 2001 il est président de l'Association pour l'étude de l'histoire du mouvement ouvrier AEHMO.
Il fait partie depuis 2018 du comité scientifique de la Société suisse pour l'étude de Gustave Courbet, participe à des colloques, à des émissions, et donne des conférences en France et en Suisse sur ce sujet,,.
Il est le père du musicien Antoine Chessex et de l'architecte Simon Chessex.

## Publications
- Documents pour servir à l'histoire des arts sous la République helvétique, in Études de Lettres. Bulletin de la Faculté des Lettres de l'Université de Lausanne, 2, 1980, p. 93-121.
- Quelques documents sur un aquarelliste et marchand vaudois à Rome à la fin du 18e. A.L.R. Ducros (1748-1810), in Revue historique vaudoise, 1982, p. 35-71. Lire en ligne
- Documents sur la première exposition d'art en Suisse: Genève 1789, in Revue suisse d'Art et d'Archéologie, vol. 43, 1986, p. 362-366. Lire en ligne
- avec Francis Haskell, Roma romantica, vedute di Roma e dei suoi dintorni di A.L.R.Ducros, Milan, F. M. Ricci, 1985  (ISBN 88-216-0110-2).
- L'émigration artistique à la fin de l'Ancien Régime, in Nos monuments d'art et d'histoire, 4, 1992, p. 491-501. Lire en ligne
- « Quelques aspects de la vie artistique en Suisse romande à l’époque des Lumières », in Annales Benjamin Constant, no 18-19, 1996, p. 259-268  (ISSN 0263-7383).
- « Grand Tour », in Dictionnaire européen des Lumières, Paris, PUF, 1997, p. 518-521  (ISBN 2-13-048824-2).
- « Montagne », in Dictionnaire européen des Lumières, Paris, PUF, 1997, p. 722-725  (ISBN 2-13-048824-2).
- « Un exilé politique de la Commune : Courbet en Suisse (1873-1877) », in Swiss, made. La Suisse en dialogue avec le monde, Genève, Zoé, 1998, p. 105-118  (ISBN 2-88182-322-X).
- « Ducros : de la vue topographique à la mise en scène de spectacles grandioses », in Abraham-Louis-Rodolphe Ducros : un peintre suisse en Italie, Lausanne-Milan, Skira, 1998, p. 11-22 et p. 23-32  (ISBN 88-8118-363-3).
- Gustave Courbet et Ferdinand Hodler se croisent sur les bords du Léman, in D. Blome et N. M. Güdel, Courbet/Hodler. Une rencontre, Genève, Editions Notari, 2019  (ISBN 978-2-940617-35-7).
- Le peintre Louis Ducros à Rome (1776-1798) : ruines antiques et commanditaires du Grand Tour, in Béla Kapossy et Béatrice Lovis, Edward Gibbon et Lausanne. Le Pays de Vaud à la rencontre des Lumières européennes, Gollion, Infolio, 2022, p. 140-149  (ISBN 978-2-88968-038-2)